# Gasterophilus intestinalis
Gasterophilus intestinalis este o specie de muscă din genul Gasterophilus frecventă în Europa, cu abdomen ascuțit, păroasă și de culoare galben-brună.